# Театр Сан-Джованни-э-Паоло
Театр Сан-Джованни-э-Паоло — венецианский оперный театр, принадлежащий семье Гримани, самый значительный оперный театр города с момента открытия до появления в 1678 году театра Сан-Джованни Хризостомо. Театр располагался на берегу лагуны недалеко от Калле-делла-Теста, рядом с Базиликой Сан-Джованни-э-Паоло, что и определило название театра. Его здание считалось самым красивым венецианским театральным зданием XVII века, а его зал — самым удобным для зрителей. Здесь состоялись премьеры двух из трёх венецианских опер Клаудио Монтеверди — «Возвращение Улисса на родину» (1640) и «Коронация Поппеи» (1642) и нескольких опер Франческо Кавалли. В 1715 году театр был закрыт.

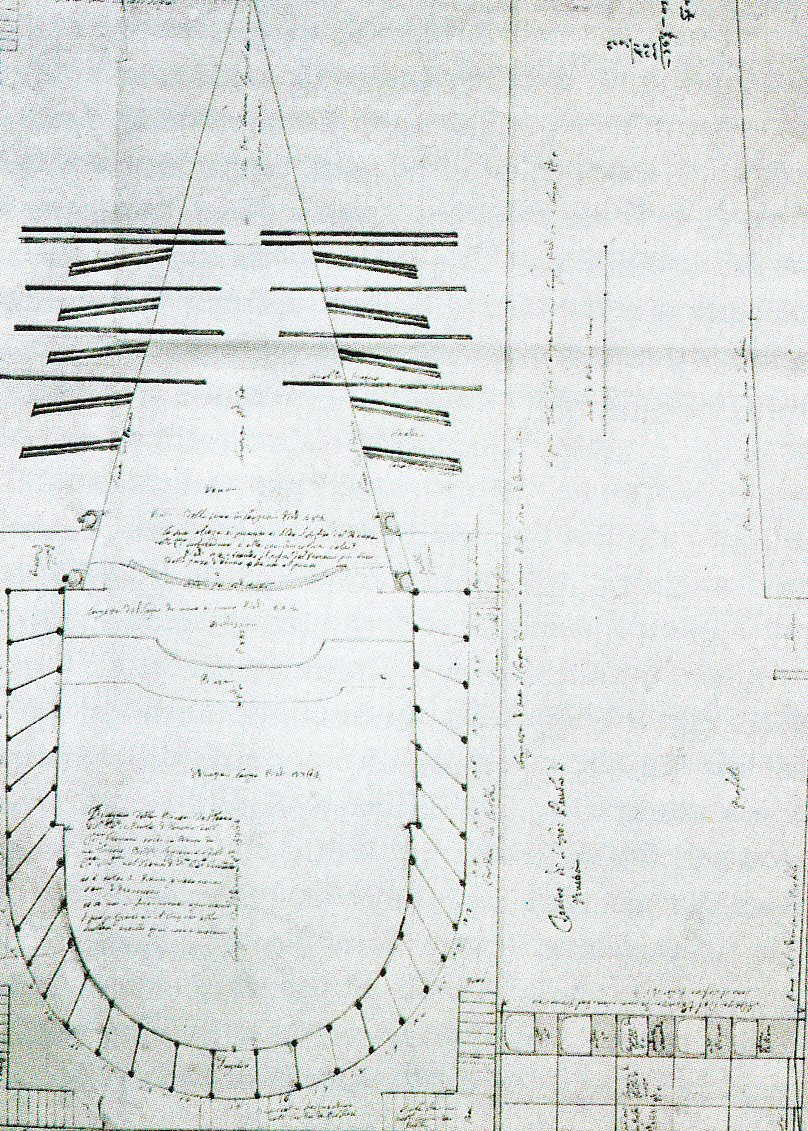
Карло Фонтана. План театра. 1654 год

## История театра

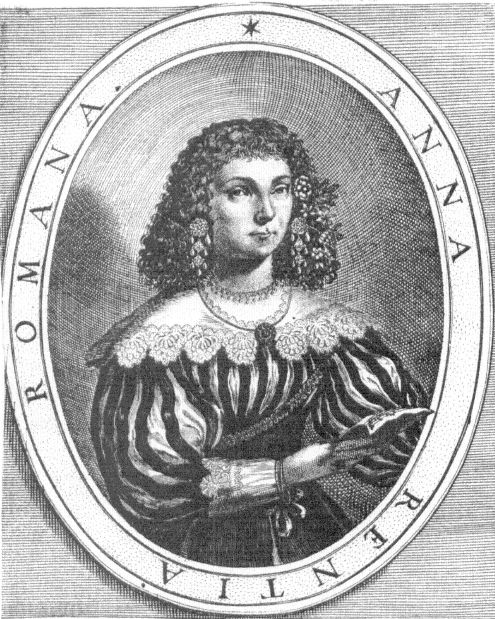
Анна Ренци, работавшая в театре Сан-Джованни-э-Паоло

Семья Гримани, наряду с театром Сан-Джованни-э-Паоло, владела еще двумя венецианскими театрами — Сан-Самуэле и Театро Сан-Джованни Гризостомо. Первое здание Сан-Джованни-э-Паоло, открывшегося в 1635 году, было деревянным. Здесь большей частью ставились «разговорные» пьесы и некоторое число опер, и первая из них — опера Франческо Манелли «La Delia o sia La sera sposa del sole» (либретто Джулио Строцци), премьера которой состоялась 20 января 1639 года. Рядом с Сан-Джованни-э-Паоло находился Театр Новиссимо, в котором в то время работал Джулио Строцци. В сезоне 1642/43 Строцци стал сотрудничать с Театром Сан-Джованни-э-Паоло, вместе с ним из Новиссимо перешли певицы Барбара Строцци и Анна Ренци (исполнительница партии Оттавии на премьере оперы «Коронация Поппеи», а также сценический архитектор Джакомо Торелли, который разработал машину для одновременной смены нескольких декораций, которой мог управлять лишь один рабочий, и механизм для полётов актёров и декораций над сценой.
В 1641 году в театре состоялась премьера оперы Клаудио Монтеверди «Свадьба Энея и Лавинии». В 1642 году здесь были поставлены оперы Марко Мараццоли «Влюбленные Язон и Гипсипила», «Коронация Поппеи» Монтеверди, а в следующем, 1643 году, «Нарцисс и Эхо» Филиппо Витали.
В 1654 году архитектор Карло Фонтана переоборудовал Сан-Джованни-э-Паоло в оперный театр. В зрительном зале театра было пять ярусов с ложами на 900 посадочных мест. Театр славился своей великолепной мебелью и новаторским сценическим оборудованием и декорациями. В 1660 году Марко Фаустини стал импресарио Сан-Джованни-э-Паоло, и в последующие пятнадцать лет театр был ведущей оперной сценой Венеции наряду с Театром Сан-Сальвадор семьи Вендрамин.

Здание театра было снесено во второй половине 1700-х годов после обрушения крыши. 

## Премьеры театра
Среди опер, впервые представленных венецианской публике в Сан-Джованни-э-Паоло, были:
- «Делия» / La Delia Франческо Манелли (1639)
- «Возвращение Улисса на родину» /Il ritorno d'Ulisse in patria  Клаудио Монтеверди (1640)
- «Коронация Поппеи» /L'incoronazione di Poppea Клаудио Монтеверди (Карнавальный сезон 1642/43)
- «Ксеркс» / Xerse  Франческо Кавалли (1654)
- «Статира, принцесса Персии» / Statira principessa di Persia Франческо Кавалли (1655 или 1656)
- «Сципион Африканский» / Scipione affricano Франческо Кавалли (1664)
- «Тит» / Il Tito Антонио Чести (1666)
- «Тотила» / Totila Джованни Легренци (1677)
- «Освобождённый Иерусалим» / La Gerusalemme liberata Карло Паллавичино (1687)
- L' Alboino in Italia Франческо Поллароло (1691)
- «Зенобия, царица Пальмиры» / Zenobia, regina de' Palmireni Томмазо Альбинони, (Карнавальный сезон 1694)
- Marsia deluso Франческо Поллароло (1713)